# 富士フイルム富山化学
富士フイルム富山化学株式会社（ふじフイルムとやまかがく、英文社名：FUJIFILM Toyama Chemical Co., Ltd. ）は富士フイルムグループの医薬品メーカーである。

## 概要
富士フイルムグループで診断薬などの放射性医薬品を担う富士フイルムRIファーマ株式会社と、低分子医薬品を担う富山化学工業株式会社が統合し、診断薬や治療薬を担う医薬品メーカーとして発足。なお、旧・富山化学工業が製造販売承認や販売権を取得した製品は、同社が大正製薬株式会社との合弁会社として設立された大正富山医薬品株式会社（現在は大正製薬ホールディングス株式会社の子会社で、大正ファーマ株式会社）を通じて販売していたが、2019年4月1日付で当社での直販体制へ移行された。

## 沿革
本項では旧・富士フイルムRIファーマから現在までの沿革を述べる。旧・富山化学工業の沿革については、富山化学工業を参照。
- 1968年 - 第一製薬（現・第一三共）グループと米国マリンクロット社の合弁会社として株式会社第一ラジオアイソトープ研究所設立。
- 1988年 - マリンクロット社との合弁解消、第一製薬グループとなる。
- 2006年 - 第一製薬より富士フイルムへ全株式譲渡、富士フイルムグループとなる。
- 2007年 - 富士フイルムRIファーマ株式会社に社名変更。
- 2018年 - 富山化学工業株式会社を合併し、富士フイルム富山化学株式会社に社名変更。
- 2019年 - 大正富山医薬品（現・大正ファーマ）から旧富山化学工業の製造販売承認や販売権を取得した製品の販売を引き継ぐ。
- 2022年 - 放射性医薬品事業を「PDRファーマ」に承継し、同日、ペプチドリームは、PDRファーマの全株式を富士フイルムから取得した[2]。

## 製品
- 脳、心、悪性腫瘍・副腎、骨、肺、肝、腎の各イメージング剤
- 甲状腺機能検査用剤
- 生体検査用剤
- RI標識抗体療法剤
- 甲状腺RI治療剤
- MRI用肝臓造影剤

### 新型インフルエンザ治療薬「アビガン」
2020年4月15日、富士フイルムは、新型インフルエンザ治療薬「アビガン」の増産を開始したと発表。現在の月4万人分から約10万人分に増やし、秋頃に月約30万人分に増やす。政府は備蓄を200万人分まで拡大する方針である。

## 提携会社
- Lantheus Medical Imaging, Inc.（アメリカ）
- MDS Nordion Inc.（カナダ）
- Tyco Healthcare Mallinckrodt（アメリカ・オランダ）
- Ion Beam Applications s.a.（ベルギー）
- 富士フイルム株式会社 および関係会社